# Wittinsburg
Wittinsburg es una comuna suiza del cantón de Basilea-Campiña, en el distrito de Sissach. Cuenta con 424 habitantes en un área de 3,21 km². Limita con las comunas de Buckten, Diegten, Diepflingen, Gelterkinden, Känerkinden, Rümlingen, Tenniken y Thürnen.